# Beth Din
Beth Din (hebräisch בֵּית דִּין Bet Din, Beth Din oder Beit Din, aschkenasisch Beis Din, wörtlich ‚Haus des Rechts‘; pl. בָּתֵּי דִּין Bate Din, Batte Din, Batei Din oder Battei Din) ist eine hebräische Bezeichnung für ein Rechtsprechungsorgan.
Im weiteren Sinne bezeichnet Bet Din in Israel ein Sondergericht neben ordentlicher und Verwaltungsgerichtsbarkeit. Die Sondergerichtsbarkeit umfasst religiöse Gerichte (בתי דין דתיים) für Juden, Muslime, Drusen, Christen und Bahai, Militärgerichte (בתי דין צבאיים) und Arbeitsgerichte (בתי דין לעבודה).
Im engeren Sinne meint Bet Din ein jüdisches Gericht (Rabbinatsgericht). Es entscheidet nach jüdischem Recht (Halacha) und besteht in der Regel aus mindestens drei Rabbinern; in Geldangelegenheiten kann ein Einzelrichter (Mumche) entscheiden.

## Jüdische Gerichtsbarkeit
In Israel befassen sich die Rabbinatsgerichte heute vornehmlich mit Fragen des Personalstatuts, also Zugehörigkeit zum Judentum (auch Konversion), Familienrecht (etwa Ehe/Scheidung oder Adoption) und Erbrecht. Nach einer Entscheidung des staatlichen Obersten Gerichts können die Rabbinatsgerichte in Israel nicht darüber hinaus als Schiedsgerichte eingesetzt werden. Es gibt zwölf erstinstanzliche Gerichte (von Nord nach Süd in Safed, Haifa, Tiberias, Netanja, Ariel, Tel Aviv, Petach Tikwa, Rechovot, Aschdod, Jerusalem, Aschkelon und Beʾer Scheva) und ein Berufungsgericht in Jerusalem (hebräisch בית הדין הרבני הגדול לערעורים). Die Richter werden als Dajanim (hebräisch דיינים \ דַּיָּנִים) bezeichnet. In anderen Ländern mit religiöser Rechtsspaltung und Anerkennung jüdischen Rechts (z. B. Marokko, Iran) entscheiden staatliche Gerichte.
In Ländern ohne Anerkennung jüdischen Rechts handelt es sich bei einem Beth Din in der Regel um ein Schiedsgericht zu religiösen Fragen. Es gibt unterschiedliche Ordnungen, wie z. B. ein Landes-Beth Din oder ein Europa-Beth Din. Keine Batte Din sind die Schiedsgerichte beim Zentralrat der Juden in Deutschland.
Die unterschiedlichen jüdischen religiösen Strömungen institutionalisieren jeweils eigene Batte Din. Die orthodoxen Strömungen erkennen die Entscheidungen der nicht-orthodoxen Strömungen des Judentums nicht an. Umgekehrt erkennen die nicht-orthodoxen Strömungen des Judentums die Entscheidungen der orthodoxen Batte Din voll an. Frauen können in der Orthodoxie, da dort nicht zum Rabbineramt zugelassen, auch nicht Richterin werden; jedoch werden sie in jüngerer Zeit auch als beratendes Mitglied bestellt.

### Geschichte
Lange Zeit war der Sanhedrin (Hoher Rat) die oberste jüdische religiöse und politische Instanz und gleichzeitig das oberste Gericht. Im Jahr 70 wurde mit Jerusalem der Jerusalemer Tempel von den Römern zerstört. Der Rabbi Jochanan ben Sakkai erhielt von der römischen Besatzungsherrschaft die Erlaubnis, den Sitz des Hohen Rats nach Jawne zu verlegen. Dort errichtete er ein Bet Din, welches ebenfalls noch Sanhedrin genannt wurde. Diesem oblag die Befugnis zur Regulierung des Kalenders. Der Vorsitzende des Bet Din trug den Titel Nasi, der Vertreter Av Beth Din. Beide galten als weise. 
Kleine Gemeinden mit weniger als 120 Bürgern hatten Batte Din mit drei Richtern (Dajan pl. Dajanim), deren Zuständigkeit sich auf Zivil- und Personenstandsrecht beschränkte. Für (schwere) Strafsachen mussten 23 Richter zusammentreten (kleiner Sanhedrin). Dieser war für Gemeinden mit mehr als 120 Einwohnern obligatorisch. Die Richter wurden durch die Semicha ordiniert, wodurch ihnen die Berechtigung zugesprochen wurde, gültige Entscheidungen in Fragen des Religionsgesetzes, der Halacha, zu treffen.